# Desi Ruge
Desi Ruge († 19. März 2000) war eine deutsche Schriftstellerin. Gemeinsam mit Simon Ruge verfasste sie mehrere Kinderbücher. Das bekannteste Werk des Paares, Katze mit Hut, wurde in mehrere Sprachen übersetzt und 1982 von der Augsburger Puppenkiste verfilmt.

## Leben
Desi Ruge studierte an der Hochschule für bildende Künste in Berlin Zeichnen, Malerei und Textilentwurf. Dort lernte sie Simon Ruge kennen, der eine Ausbildung zum Grafiker machte. Sie heirateten 1953 auf Amrum. 
1980 veröffentlichten Simon und Desi Ruge ihr erstes, gemeinsam verfasstes Kinderbuch Katze mit Hut. Es wurde ein internationaler Erfolg. Das Paar schrieb vier weitere Kinderbücher, darunter die Fortsetzung Neues von der Katze mit Hut.
Desi Ruge starb am 19. März 2000, Simon Ruge 2013. Die Rechte an ihrem gemeinsamen Werk vererbte das Paar der Organisation SOS-Kinderdorf.

## Werke
- Simon & Desi Ruge: Katze mit Hut. Roman für Kinder in 10 Geschichten. Illustriert von Helga Gebert. Beltz und Gelberg, Weinheim – Basel 1980, ISBN 3-407-80300-1
- Simon & Desi Ruge: Das kühne Mädchen. Geschichten aus dem Hemdsärmel. Illustriert von Jürg Wollmann. Beltz und Gelberg, Weinheim – Basel 1983, ISBN 3-407-80109-2
- Simon & Desi Ruge: Neues von der Katze mit Hut. Roman für Kinder in 5 Geschichten. Illustriert von Helga Gebert. Beltz und Gelberg, Weinheim – Basel 1984, ISBN 3-407-80136-X
- Simon & Desi Ruge: Lelewan. Ein Elefant auf Reisen. Mit Bildern von Simon Ruge. Maier, Ravensburg 1985, ISBN 3-473-34303-X
- Simon & Desi Ruge: Das Mondkalb ist weg! Wie Kumbuke und Luschelauschen eine Reise machen – sehr abenteuerlich, kaum zu glauben, etwa 6 Wochen im Ganzen. Beltz und Gelberg, Weinheim – Basel 1987, ISBN 3-407-80171-8

In der Sammlung des Museum für Kunst und Gewerbe Hamburg befinden sich 74 Arbeiten der Gestalterin. Es handelt sich um Übungsskizzen aus ihrem Studium sowie 13 Textilentwürfe, 6 Tapetenmuster und einige Vorzeichnungen aus den 1950er Jahren. 

## Adaptionen
Die Fernsehadaption Katze mit Hut wurde von der Augsburger Puppenkiste unter der Regie von Sepp Strubel produziert und 1982 vom Hessischen Rundfunk erstausgestrahlt. Auch die Fortsetzung der Katze-mit-Hut-Geschichten wurde als der Vierteiler Neues von der Katze mit Hut von der Augsburger Puppenkiste adaptiert.
Eine Hörspielbearbeitung der Katze mit Hut von Charlotte Niemann mit Sabine Postel als Katze wurde für Radio Bremen produziert und erschien erstmals 1983 als Schallplatte unter dem Titel Katze mit Hut. Zauberposse für Kinder. 2002 wurde sie als CD unter dem Titel Katze mit Hut. Für kleine und große Leute ab 5 Jahren neu aufgelegt.
Eine Theaterbearbeitung der Katze mit Hut wurde 1990 im Theater für Kinder in Hamburg uraufgeführt.